# Вулиця Тараса Бульби-Боровця (Київ)
Ву́лиця Тара́са Бу́льби-Боровця́ — вулиця у Святошинському районі міста Києва, селище Жовтневе. Пролягає від Кільцевої дороги до вулиці Бетховена. 
Прилучаються вулиці Міжнародна, Юрія Клена, Рейнгольда Глієра, Професора Ейхельмана, Майка Йогансена, Старицької-Черняхівської, Збруцька, Михайла Драй-Хмари та Скарбова.

## Історія
Вулиця виникла в середині XX століття, названа на честь Героя Радянського Союзу Івана Мельниченка.
12 грудня 2024 року перейменована на честь генерала-хорунжого, засновника УПА «Поліська Січ» - Тараса Бульби-Боровця.

## Установи та заклади
- Києво-Святошинський районний суд Київської області (буд. № 1)

## Зображення

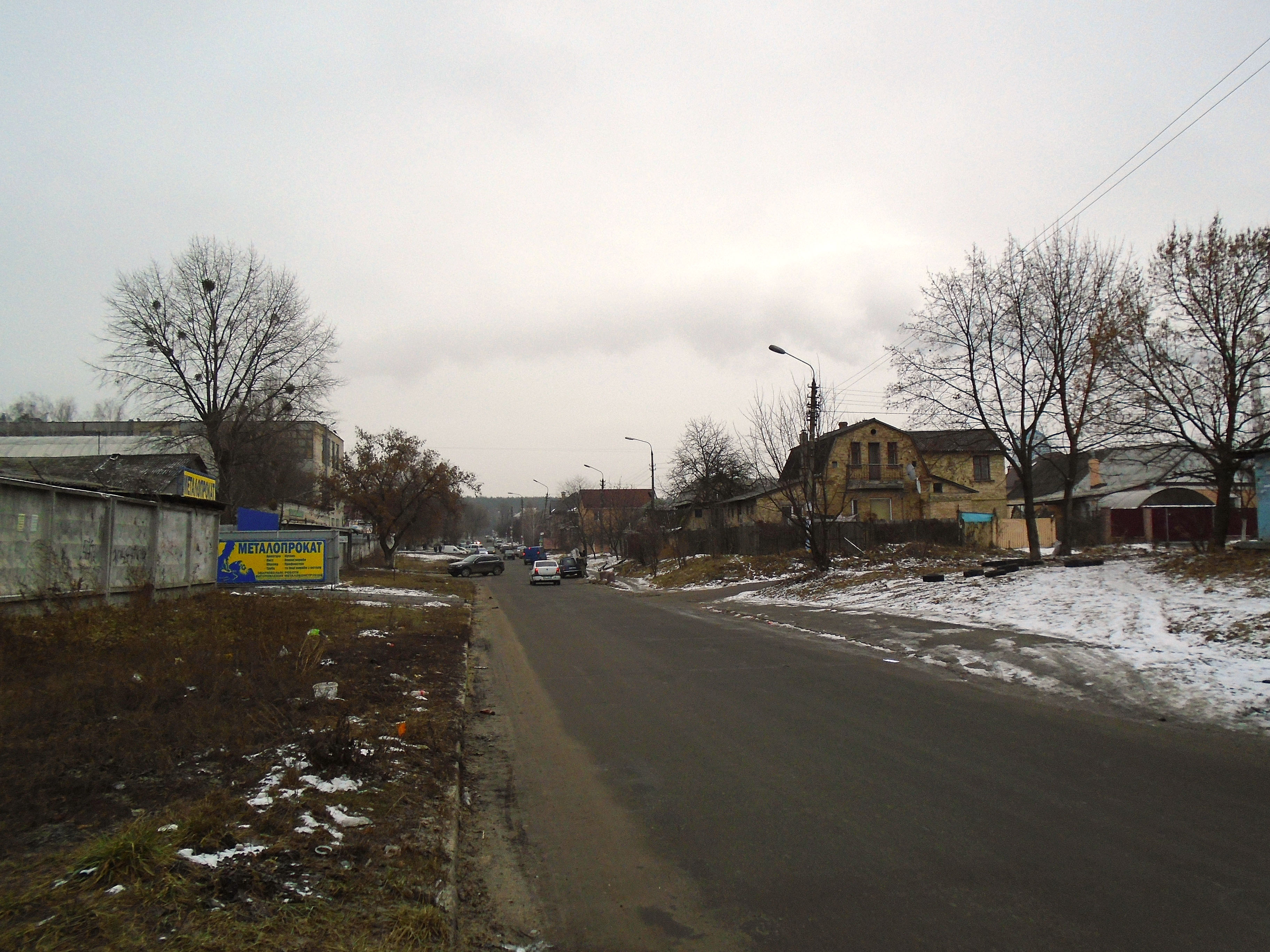
На початку вулиці
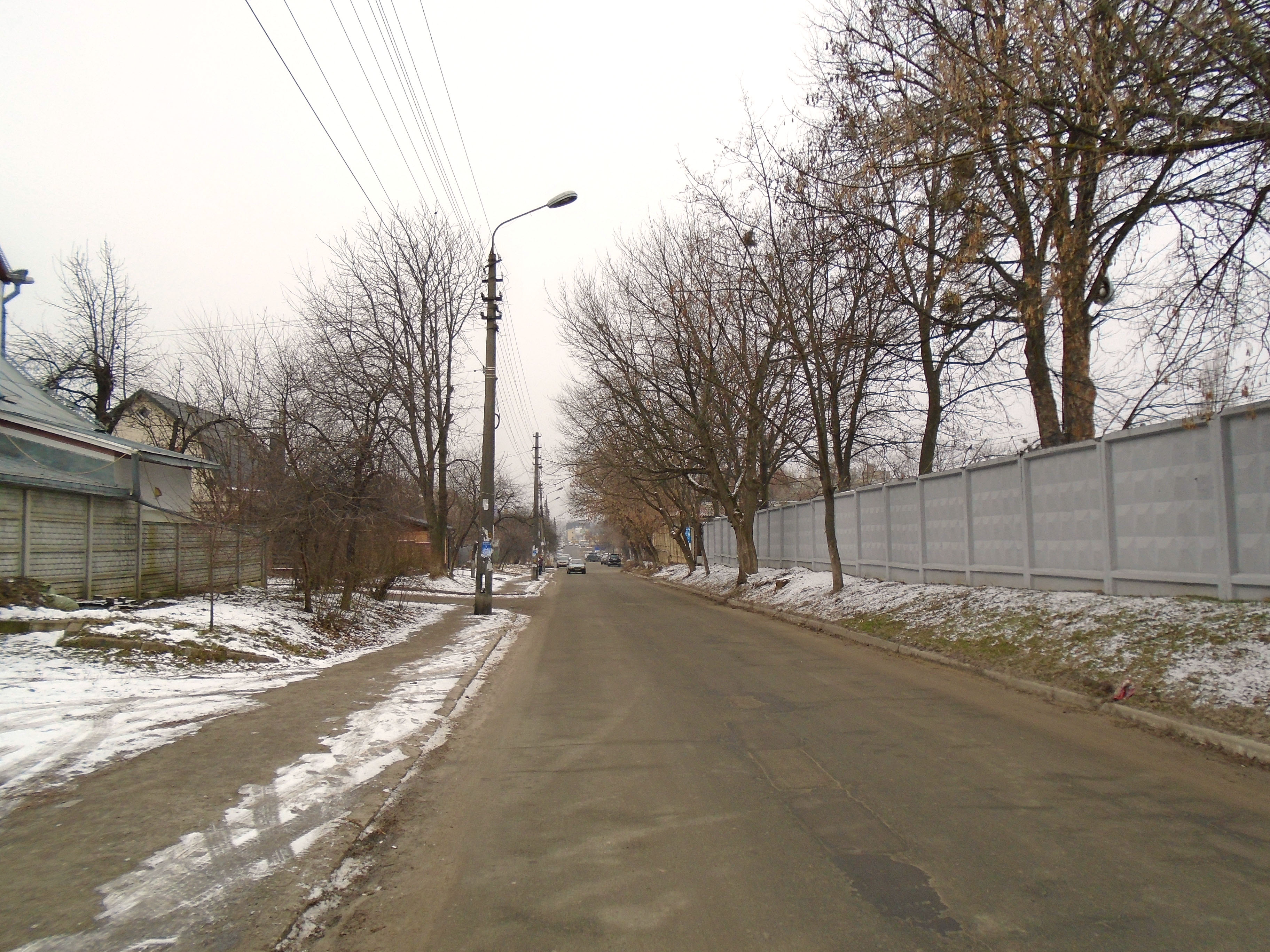
Середня частина вулиці
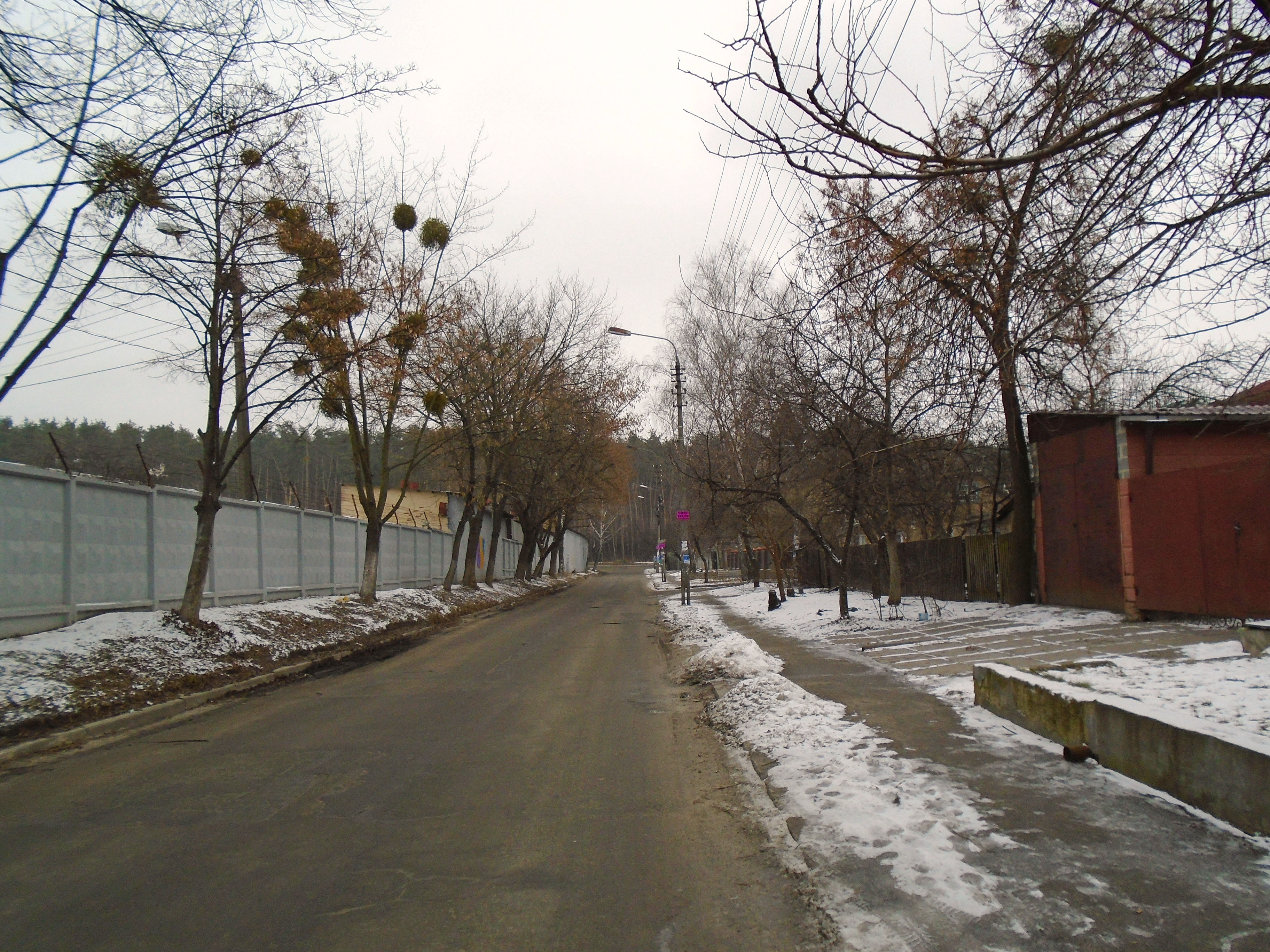
Кінцева частина вулиці
Анотаційна табличка (буд. № 1)